# 「正論」懇話会
「正論」懇話会（せいろん こんわかい）は、日本の非営利団体。「公正な世論を形成し、教育問題や安全保障、経済改革などの諸問題について、日本のあるべき姿を考える活動を行っている」としている。

## 概要
産経新聞社の“正論”路線（フジサンケイグループの基本理念は、「自由と民主主義のために闘う正論路線」である）に共鳴する、官財界、文化・学術関係者、市民有志らで構成される。産経新聞朝刊の「正論」欄と同社発行の月刊オピニオン誌「正論」の執筆陣をはじめ、各界の識者を招く講演会や、相互交流を通じ地域発展に貢献する活動を行っている。
1991年に九州地区の「産経新聞」読者・「正論」誌読者が集まり発足した。2022年現在、全国21地域とニューヨークに「正論」懇話会があり、地域ごとに活動している。
なお、「正論」懇話会の事務局は、各地区の産経新聞総局・支局に置かれている（大阪は、産経新聞大阪本社内）。また、組織名は、鉤括弧の入ったものが正式名称（＝「正論」懇話会）である。
2017年6月には、当時現職の内閣総理大臣だった安倍晋三が地域懇話会の設立総会に出席し、その後行われた記者会見で「産経新聞」『「正論」懇話会』のバックボードを背景にした様子がNHKニュースで報じられた。

## 各地の「正論」懇話会、「正論」友の会
（人名、肩書きは発足時）
- 北海道「正論」友の会 （発足2016年11月25日）
- 仙台「正論」懇話会 （発足2005年07月22日）代表幹事＝西井弘（弘進ゴム会長）、八木洵（エイトリー社長）
- 山形「正論」友の会 （発足2012年7月21日）代表幹事＝遠藤栄次郎（遠藤商事会長）
- 茨城「正論」友の会 （発足2013年1月26日）会長＝幡谷祐一（茨城県信用組合会長）
- 栃木「正論」友の会 （発足2013年6月22日）
- 群馬「正論」懇話会 （発足2003年05月23日）会長＝金子才十郎（群馬県商工会議所連合会会長、カネコ種苗社長）▽副会長＝五十嵐哲夫（群馬銀行会長）
- 千葉「正論」懇話会 （発足2001年04月28日）会長＝早川恒雄（千葉県経済同友会代表幹事、千葉銀行頭取）▽副会長＝永井幸喜（ケーヨー会長）、千葉滋胤（千葉県商工会議所連合会会長、千葉氏42代目子孫）
- 静岡「正論」友の会（発足2013年10月20日）
- 名古屋「正論」懇話会 （発足2008年11月6日）代表幹事＝川口文夫（中部電力会長）、木村操（名古屋鉄道会長）、張富士夫（トヨタ自動車会長）
- 三重「正論」懇話会（発足2015年6月29日） 顧問＝鈴木英敬三重県知事、代表幹事＝上島憲（ネイベル社長）、川口佳秀（川口栄蔵社長）、竹尾博光（三重県北勢防衛協会会長）、谷川醇太郎（三重県神社総代会会長）、監事＝谷川憲三（第三銀行会長）
- 京都「正論」懇話会 （発足2003年6月13日）会長＝村田純一（京都商工会議所会頭、村田機械社長）▽副会長＝千玄室（裏千家元家元）、藤原菊男（京都工業会会長、島津製作所相談役）、内田昌一（京都経済同友会代表幹事、京都青果合同会長）
- 大阪「正論」懇話会 （発足2005年10月4日）代表幹事＝秋山喜久（関西経済連合会会長、関西電力会長）、安藤忠雄（建築家）、熊谷信昭（大阪21世紀協会会長）、土肥孝治（元検事総長）、野村明雄（大阪商工会議所会頭）
- 神戸「正論」懇話会 （発足2017年6月24日）発起人＝水越浩士（元神戸商工会議所会頭・神戸国際会館社長）、加藤隆久（生田神社名誉宮司）、米田壮（元警察庁長官）
  - なお、淡路島（兵庫県洲本市）では毎年6月ごろ、「正論」洲本講演会が開かれている。
- 奈良「正論」懇話会 （発足2000年2月22日）会長＝阪本道隆（奈良商工会議所会頭）▽副会長＝上林安彦（奈良県経営者協会会長、上林化学会長）、西口廣宗（奈良経済同友会代表幹事、南都銀行頭取）
- 和歌山「正論」懇話会 会長＝小林謙三（和歌山商工会議所会頭）▽副会長＝大桑勇（和歌山経済同友会代表幹事）
- 岡山「正論」友の会（発足2014年6月20日）
- 広島「正論」友の会（発足2015年9月4日）
- 長州「正論」懇話会 （発足2013年6月30日）代表幹事＝川上康男（長府製作所会長）、藤田光久（フジミツ会長）、監事＝福田浩一（山口銀行頭取）
- 愛媛「正論」懇話会 （発足2005年）会長＝水木儀三（伊予銀行相談役）
- 九州「正論」懇話会 代表幹事＝大野茂（九州電力社長）、後藤達太（西日本銀行頭取）
- 沖縄「正論」友の会（発足2010年6月19日）顧問＝嶺井政治（ACジャパン名誉顧問）、会長＝國場幸一郎（ザ・テラスホテルズ最高顧問）
- ニューヨーク正論の会（発足年月未詳）